# Dasybasis verai
Dasybasis verai är en tvåvingeart som beskrevs av Gonzalez 2004. Dasybasis verai ingår i släktet Dasybasis och familjen bromsar. Inga underarter finns listade i Catalogue of Life.